# Bom Jardim de Goiás
Bom Jardim de Goiás è un comune del Brasile nello Stato del Goiás, parte della mesoregione del Noroeste Goiano e della microregione di Aragarças.